# Elektrizitätswerk Auf den Kämpen

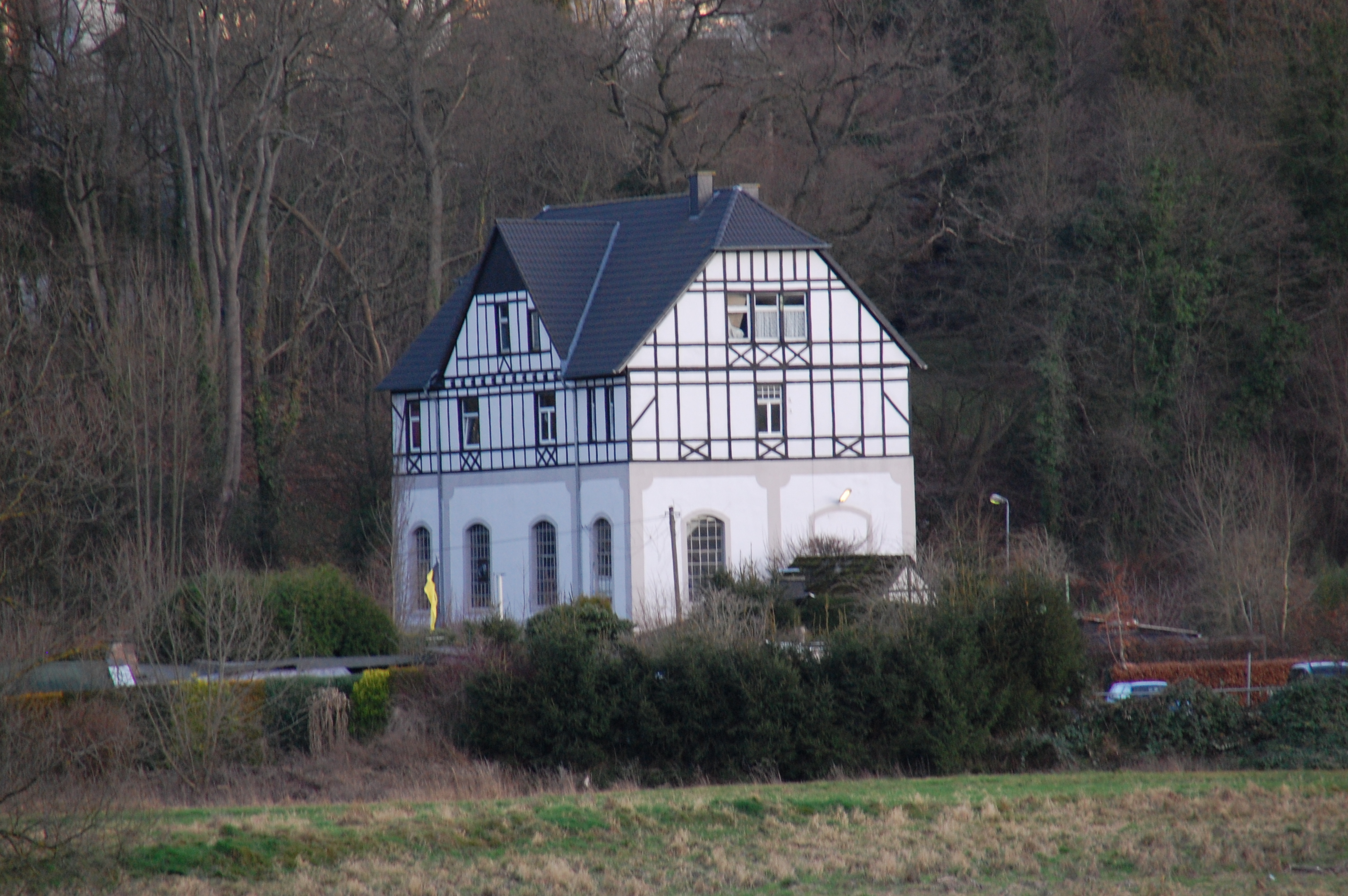
Fernansicht

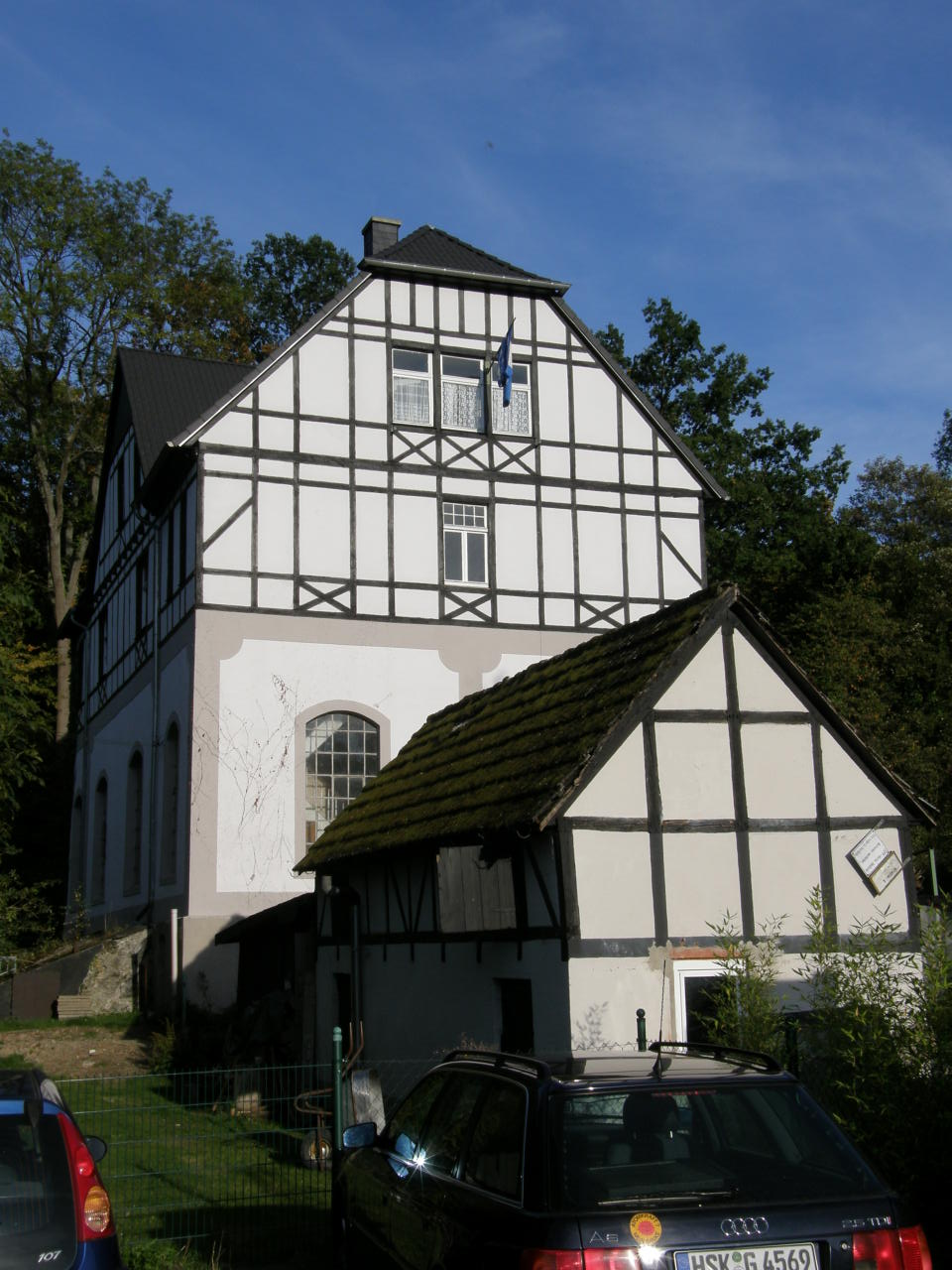
Seitenansicht

Das Elektrizitätswerk „Auf den Kämpen“ am Mühlengraben in Arnsberg ist ein technisches Baudenkmal. 

## Geschichte
Der Mühlengraben in Arnsberg wurde schon im Mittelalter zur Nutzung der Wasserkraft der Ruhr angelegt. Er zweigt am Eichholz vom Fluss ab und fließt etwa 3,5 km parallel zu diesem entlang. Hinter der früheren Sauerländer Papierfabrik fließt er wieder an die Ruhr. Hatte er in früheren Zeiten als Antriebskraft für Mühlen gedient, wurde das Wasser später auch zur Gewinnung von elektrischer Energie genutzt. 
Etwa in der Mitte des Mühlengrabens wurde 1910/1911 zur Versorgung der Papierfabrik das Elektrizitätswerk gebaut. Erbauen ließ es der königliche Baumeister Gustav Tilmann, der auch Miteigentümer des Werkes war. Nach dem Zweiten Weltkrieg trug das Werk auch zur städtischen Stromversorgung bei. Mit Stand 2015 wird das Werk zur Stromherstellung genutzt. Der Bau war 2009 ein Denkmal des Monats der Arbeitsgemeinschaft Historischer Stadtkerne in Nordrhein-Westfalen.

## Baubeschreibung
Der Bau ist nicht nur technik-, sondern auch architekturgeschichtlich von Interesse. Dabei gehen technische Funktion und regionalverbundene Bauweise eine Verbindung ein. Das Erdgeschoss mit dem Generatorraum wurde in Eisenbeton im Stil der Neorenaissance errichtet. Gegliedert ist das Geschoss durch großflächige Segmentfenster mit Eisensprossen. Das darüber liegende Wohngeschoss wurde als Fachwerkbau ausgeführt. Die Fenster sind kleinteiliger und weisen Holzsprossen auf. Auffällig ist an der südlichen und nördlichen Fassadenseite der Dreiecksgiebel.